# Dalbergia fischeri
Dalbergia fischeri är en ärtväxtart som beskrevs av Paul Hermann Wilhelm Taubert. Dalbergia fischeri ingår i släktet Dalbergia, och familjen ärtväxter. Inga underarter finns listade i Catalogue of Life.